# Gare de Fedorivka
La gare de Fedorivka, (ukrainien : Федорівка (станция), russe :Фёдоровка (станция)) est une gare ferroviaire ukrainienne située dans le raïon de Melitopol, oblast de Zaporijia.

## Situation ferroviaire
Elle se situe dans la ville de Novobohdanivka.

## Histoire
Elle fut construite en 1874. Elle se trouve au nœud des lignes Gare de Zaporijia-I - gare de Fedorivka et Tavriysk - Gare de Djankoï qui sont électrifiées. Et depuis Fedorivka vers Novovesela et Verkhniy Tokmak II qui ne sont pas électrifiées.

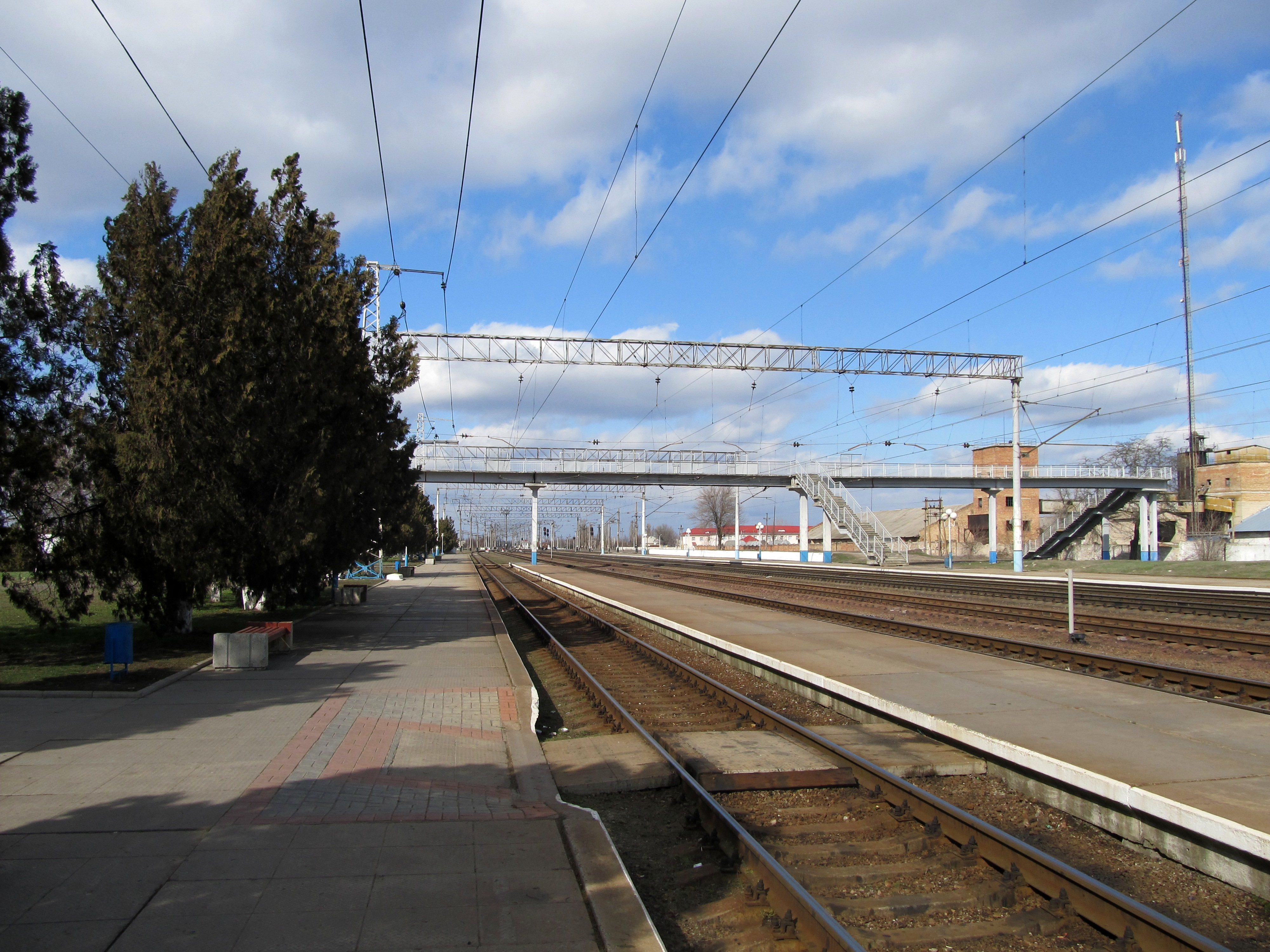
Voies et passerelles.

### Accueil

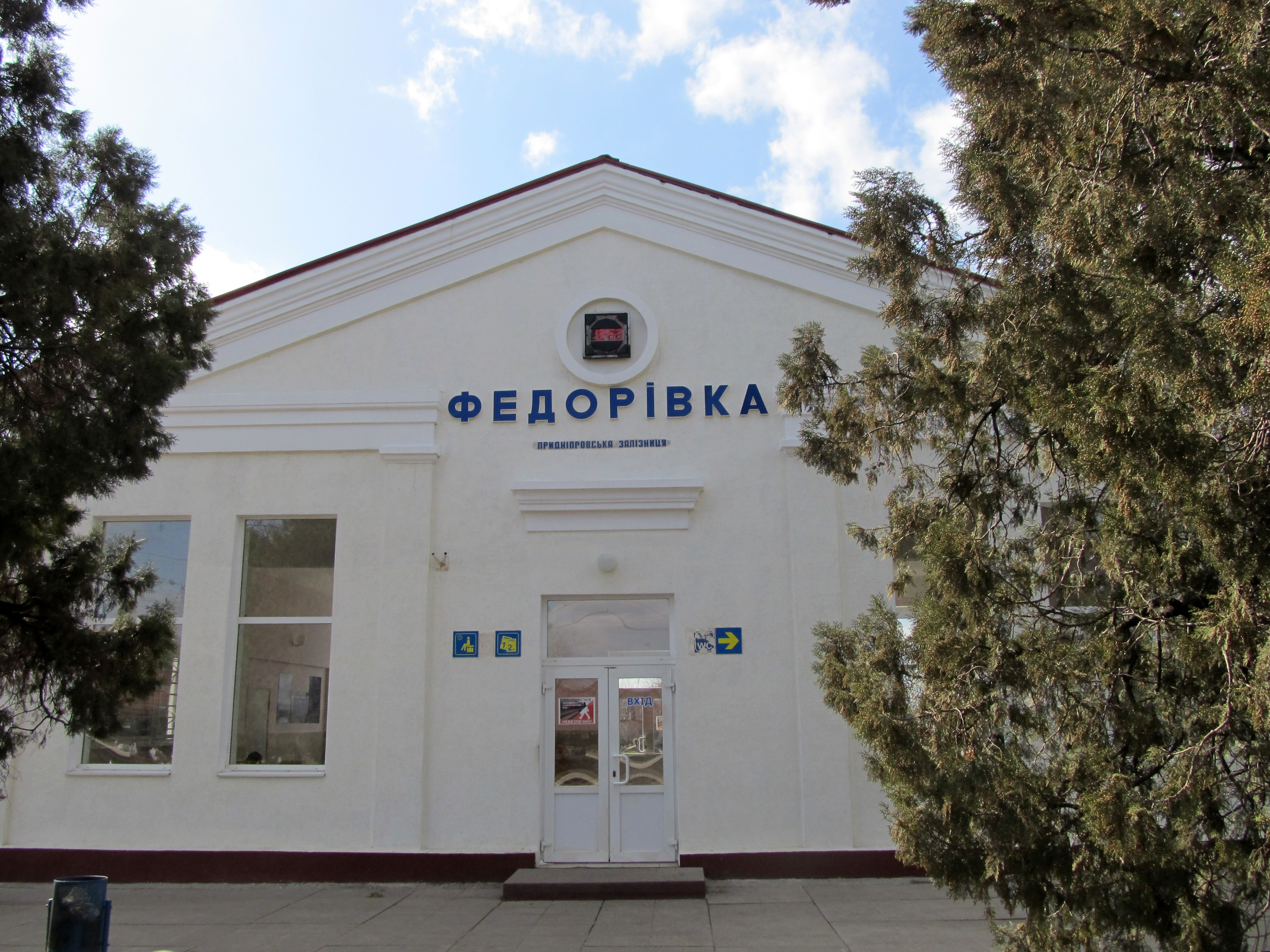
Façade vers la voie.